# Friedrich Karl Christian von Steinling
Friedrich Karl Christian Freiherr von Steinling (* 24. November 1777 in Darmstadt; † 6. September 1851 ebenda) war ein Großherzoglich Hessischer Generalleutnant und Kriegsminister.

## Familie
Friedrich von Steinling stammte aus dem Oberpfälzer Uradelsgeschlecht der Freiherren von Steinling zu Boden und Stainling. Friedrich Karl Christian war der Sohn des hessischen Generalmajors Christian Tobias von Steinling (1743–1809) und dessen Frau, Christine Elisabethe, geborene Welcker (1743–1828), Tochter von Helwig Heinrich Welcker, Zentgraf von Pfungstadt, die 1776 geheiratet hatten. Friedrich von Steinling blieb ledig.

## Karriere

### Militär
Friedrich von Steinling wurde 1784 Freikorporal der Landgrafschaft Hessen-Darmstadt und trat 1792 als Fähnrich in den aktiven Militärdienst ein. Seine Einheit war das Leibgarde-Infanterie-Regiment 1. 1793 wurde er Secondeleutnant, 1794 Oberleutnant, 1803 Hauptmann, 1810 Major, 1813 Oberstleutnant und Kommandeur des Leibgarde-Infanterie-Regiments – was er bis 1825 blieb –, 1814 Oberst und 1825 Generalmajor. 1825 bis 1835 stand er an der Spitze der I. Infanterie-Brigade. 1836 – inzwischen schon Kriegsminister – wurde er Generalleutnant.
Er nahm an den Napoleonischen Kriegen und den Befreiungskriegen teil.

### Kriegsminister
1836 wurde er in Nachfolge des im Amt verstorbenen Generalleutnants Georg von Falck Kriegsminister, bis 1842 mit dem Titel „Präsident des Kriegsministeriums“ danach mit dem Titel „Minister“. Er amtierte bis 1848, als er in den Ruhestand versetzt wurde. Abschließend wurde er zum General der Infanterie befördert. Zum Zeitpunkt, ob 1842 oder 1848 anlässlich der Versetzung in den Ruhestand, gibt es unterschiedliche Angaben.

### Weitere Engagements
- 1822 ordentliches Mitglied des neu eingerichteten Oberkriegsgerichts[10],
- 1828 Stellvertreter des Oberkriegsgerichts-Präsidenten[11] und
- 1830 Oberkriegsgerichtspräsident.[12]

## Ehrungen
- 1837 Großkreuz des Ludewigsordens[13]
- 1844 Großkreuz des badischen Ordens vom Zähringer Löwen[14]
- 1843 Großkreuz des Verdienstordens Philipps des Großmütigen[15]